# London 0 Hull 4
 (décembre 2021).
Albums de The Housemartins
The People Who Grinned Themselves to Death
(1987)
London 0 Hull 4 est le premier album du groupe britannique The Housemartins, sorti en juin 1986.
Quatre singles en ont été extraits : Flag Day, Sheep, Happy Hour et Think for a Minute. Les trois derniers sont entrés dans le classement des ventes au Royaume-Uni, culminant respectivement aux 56e, 3e et 18e places.
Le titre fait référence à la ville natale du groupe, Kingston upon Hull, et se présente sous la forme d'un score de football. Il fait également référence à l'affirmation de Paul Heaton selon laquelle les Housemartins n'étaient que le quatrième meilleur groupe de Hull.
En juin 2009 l'album est réédité dans une version Deluxe avec un deuxième CD contenant des titres sortis en face B des singles ou enregistrés lors de sessions pour la BBC Radio 1. 

## Liste des pistes
Toutes les chansons sont écrites par Paul Heaton et Stan Cullimore, sauf indication contraire.

### Version originale (1986)
| 1. | Happy Hour                       |                                          | 2:17 |
| 2. | Get Up Off Our Knees             | - Paul Heaton - Stan Cullimore - Ted Key | 3:19 |
| 3. | Flag Day                         | - Heaton - Cullimore - Key               | 5:21 |
| 4. | Anxious                          |                                          | 2:18 |
| 5. | Reverends Revenge (instrumental) |                                          | 1:25 |
| 6. | Sitting on a Fence               |                                          | 2:52 |

| 7.  | Sheep              |                           | 2:16 |
| 8.  | Over There         |                           | 2:56 |
| 9.  | Think for a Minute |                           | 3:28 |
| 10. | We're Not Deep     |                           | 2:12 |
| 11. | Lean on Me         | - Heaton - Pete Wingfield | 4:19 |
| 12. | Freedom            | - Heaton - Key            | 3:16 |

| 13. | I'll Be Your Shelter (Just Like a Shelter) | Lloyd Charmers              | 4:51 |
| 14. | People Get Ready                           | Curtis Mayfield             | 1:39 |
| 15. | The Mighty Ship                            |                             | 1:51 |
| 16. | He Ain't Heavy, He's My Brother            | - Bob Russell - Bobby Scott | 2:06 |

### Édition Deluxe (2009)
| 1.  | Happy Hour                       | 2:17 |
| 2.  | Get Up Off Our Knees             | 3:19 |
| 3.  | Flag Day                         | 5:21 |
| 4.  | Anxious                          | 2:18 |
| 5.  | Reverends Revenge (instrumental) | 1:25 |
| 6.  | Sitting on a Fence               | 2:52 |
| 7.  | Sheep                            | 2:16 |
| 8.  | Over There                       | 2:56 |
| 9.  | Think for a Minute               | 3:28 |
| 10. | We're Not Deep                   | 2:12 |
| 11. | Lean on Me                       | 4:19 |
| 12. | Freedom                          | 3:16 |

| 1.  | Flag Day (Version Single)                                       | 3:35 |
| 2.  | Stand At Ease                                                   | 3:18 |
| 3.  | You                                                             | 3:26 |
| 4.  | Coal Train to Hatfield Main                                     | 2:30 |
| 5.  | I'll Be Your Shelter (Just Like A Shelter)                      | 4:52 |
| 6.  | People Get Ready                                                | 1:40 |
| 7.  | Drop Down Dead                                                  | 3:03 |
| 8.  | The Mighty Ship                                                 | 1:59 |
| 9.  | He Ain't Heavy                                                  | 2:06 |
| 10. | Think For A Minute (Version Single)                             | 3:31 |
| 11. | Who Needs The Limelight                                         | 1:36 |
| 12. | I Smell Winter                                                  | 3:27 |
| 13. | Joy Joy Joy                                                     | 1:39 |
| 14. | Rap Around The Clock                                            | 5:14 |
| 15. | Lean On Me (version outtake)                                    | 2:53 |
| 16. | Anxious (BBC Radio 1's Janice Long Evening Show 6/11/85)        | 2:23 |
| 17. | We're Not Deep (BBC Radio 1's Janice Long Evening Show 6/11/85) | 2:05 |
| 18. | Freedom (BBC Radio 1's Janice Long Evening Show 6/11/85)        | 3:29 |
| 19. | Think For A Minute (BBC Radio 1's Saturday Live 4/1/86)         | 3:42 |
| 20. | Drop Down Dead (BBC Radio 1's Saturday Live 4/1/86)             | 2:41 |
| 21. | Happy Hour (BBC Radio 1's John Peel Show 6/4/86)                | 2:26 |
| 22. | Get Up Off Our Knees (BBC Radio 1's John Peel Show 6/4/86)      | 3:10 |

## Musiciens
D'après le livret du CD

### The Housemartins
- Norman Cook : basse, chant
- Hugh Whitaker : batterie, chant
- P.d. Heaton : chant principal, guitare, harmonica, mélodica (sur Flag Day)
- Stan Cullimore : guitare, chant

avec:
- Pete Wingfield : piano sur Flag Day, Get Up Off Our Knees et Lean On Me
- Tony Pleeth : violoncelle sur Over There et Think For a Minute
- Jeffrey Wood : piano sur I'll Be Your Shelter (Just Like a Shelter)

## Conception
- David Storey : conception de couverture d'album

## Classements hebdomadaires
| Classement (1986-1987)        | Meilleure place |
| ----------------------------- | --------------- |
| Australie (Kent Music Report) | 35              |
| Allemagne (Media Control AG)  | 15              |
| États-Unis (Billboard 200)    | 124             |
| Norvège (VG-lista)            | 9               |
| Nouvelle-Zélande (RIANZ)      | 21              |
| Pays-Bas (Mega Album Top 100) | 12              |
| Royaume-Uni (UK Albums Chart) | 3               |
| Suède (Sverigetopplistan)     | 3               |
| Suisse (Schweizer Hitparade)  | 17              |

## Certifications
| Pays              | Certification | Unités certifiées |
| ----------------- | ------------- | ----------------- |
| Royaume-Uni (BPI) | Platine       | 300 000           |